# Telegrafoon

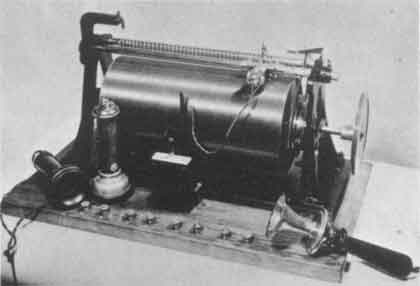
Telegrafoon (1898)

De telegrafoon (Engels: Telegraphone) was het eerste toestel dat zowel elektriciteit als magnetisme gebruikte om geluid op te nemen. Het werd in 1898 uitgevonden door de Deen Valdemar Poulsen samen met zijn partner Peder Oluf Pedersen.

## Constructie en werking
Bij de telegrafoon van Poulsen beweegt een elektromagneet parallel aan een ronddraaiende rol waarop spiraalvormig een lange ijzerdraad is gewikkeld, waarbij de magneetpool een enkele winding omvat. De van een microfoon afkomstige elektrische spreekstroom wordt naar de elektromagneet gevoerd. Deze stroom magnetiseert de draad, zodat de geluidsinformatie erop vastgelegd wordt.
Bij het afspelen werd dezelfde elektromagneet gebruikt om de informatie weer van de staaldraad uit te lezen. Hoewel het toestel geen elektronische versterking had was het opgenomen signaal sterk genoeg om gehoord te worden door een koptelefoon of te verzenden via een telefoonlijn. Voordeel was dat de opname vervolgens onbeperkt afgespeeld kon worden. Hoewel eigenlijk ontworpen als antwoordapparaat, voor de opname van telefoongesprekken, werd het apparaat ook gebruikt als dictafoon.

## Oudste opname
Tijdens de wereldtentoonstelling van 1900 in Parijs kreeg Poulsen de kans om de stem van de Oostenrijkse keizer Franz Joseph op te nemen, de tot heden oudst bewaard gebleven magnetische audio-opname.